# Tjejmilen
Tjejmilen är en årlig löpartävling i Stockholm som arrangeras av Hässelby SK och Spårvägens FK. Tävlingen har bara en damklass och springs på en 10 kilometer lång bana runt Djurgården.
Första gången Tjejmilen arrangerades var den 19 augusti 1984. Under 2021 var Tjejmilen en del av Finnkampen.
Evy Palm och Isabellah Andersson har vunnit loppet fem gånger var.

## Segrare
| - 1984 – Evy Palm, Sverige, 34:21 - 1985 – Evy Palm, Sverige, 34:28 - 1986 – Evy Palm, Sverige, 33:29 - 1987 – Malin Wästlund, Sverige, 34:20 - 1988 – Evy Palm, Sverige, 34:09 - 1989 – Evy Palm, Sverige, 34:09 - 1990 – Grete Waitz, Norge, 33:49 - 1991 – Midde Hamrin, Sverige, 34:34 - 1992 – Sara Romé, Sverige, 35:14 - 1993 – Gunhild Halle, Norge, 34:25 - 1994 – Sara Romé, Sverige, 34:35 - 1995 – Grete Kirkeberg, Norge, 34:50 - 1996 – Ingmarie Nilsson, Sverige, 35,32 - 1997 – Grete Kirkeberg, Norge, 35:16 - 1998 – Marie Söderström-Lundberg, Sverige, 34:37 - 1999 – Susanne Johansson, Sverige, 36:04 - 2000 – Marie Söderström-Lundberg, Sverige, 33:29 - 2001 – Lena Gavelin, Sverige, 33:35 - 2002 – Janet Ongera, Kenya, 33:22 - 2003 – Kirsi Valasti, Finland, 33:16 - 2004 – Lena Gavelin, Sverige, 34:44 | - 2005 – Lisa Blommé, Sverige, 34:45 - 2006 – Ida Nilsson, Sverige, 34:12 - 2007 – Isabellah Andersson, Sverige, 34:50 - 2008 – Lisa Blommé, Sverige, 33:58 - 2009 – Isabellah Andersson, Sverige, 33:49 - 2010 – Isabellah Andersson, Sverige, 33:38 - 2011 – Isabellah Andersson, Sverige, 33:25 - 2012 – Karoline Bjerkeli Grøvdal, Norge 33.14 - 2013 – Isabellah Andersson, Sverige, 33:42 - 2014 – Meraf Bahta, Sverige, 32:40 - 2015 – Webalem Ayele, Etiopien, 33:28 - 2016 – Fantu Tekla, Etiopien, 33.56 - 2017 – Sara Holmgren, Sverige 34.52 - 2018 – Ayantu Eshete, Etiopien, 35:06 - 2019 – Hanna Lindholm, Sverige, 35:06 - 2020 – Inställt på grund av Coronapandemin - 2021 – Meraf Bahta, Sverige, 32.41 - 2022 – Carolina Wikström, Sverige, 33.51 - 2023 – Sarah Lahti, Sverige, 35.32 - 2024 – Carolina Wikström , Sverige, 33:45 |

## Bilder

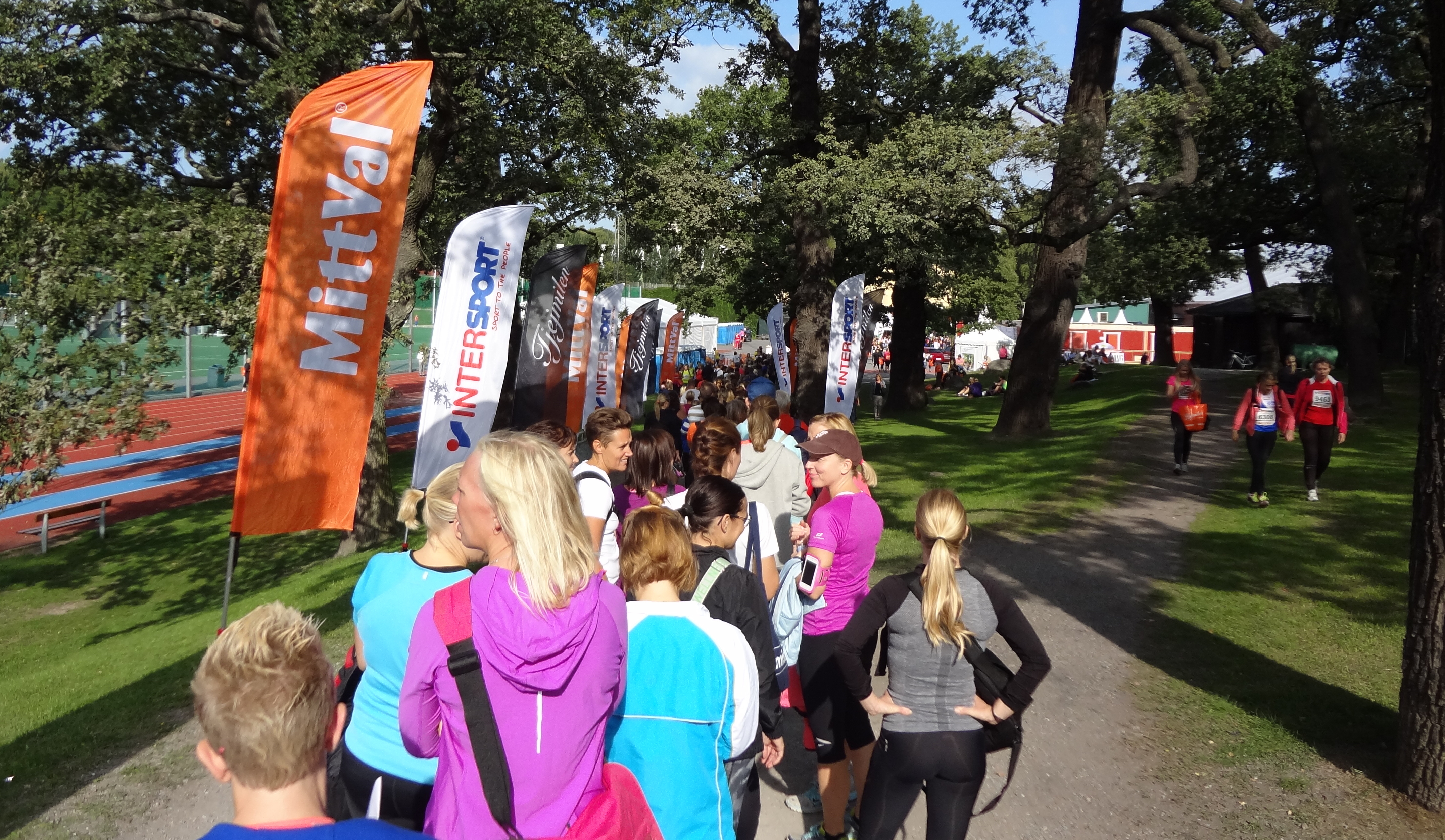
Kö till nummerlappar på Östermalms IP.
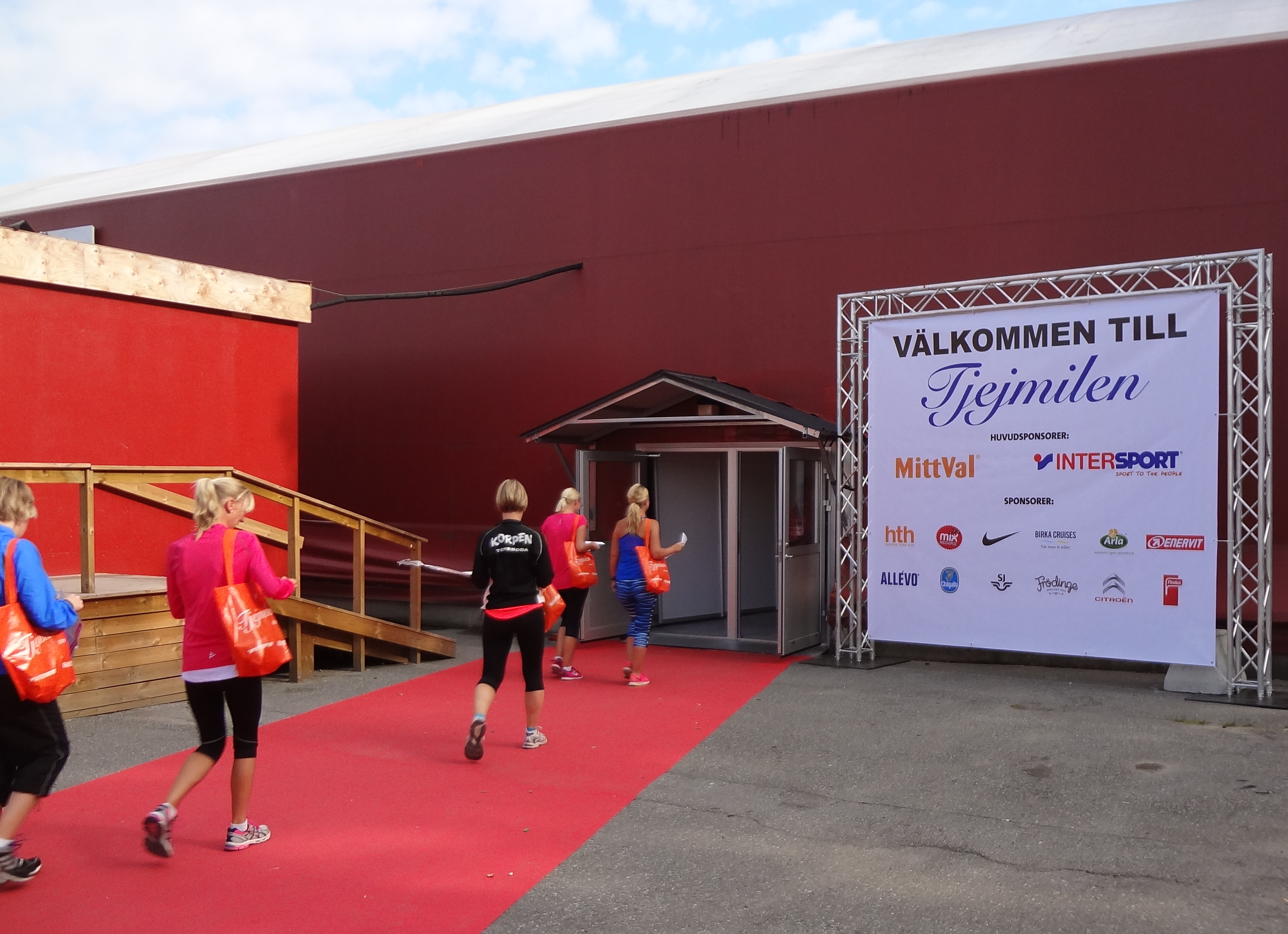
Ingång till nummerlappsutdelning i Danicahallen, Östermalms IP.
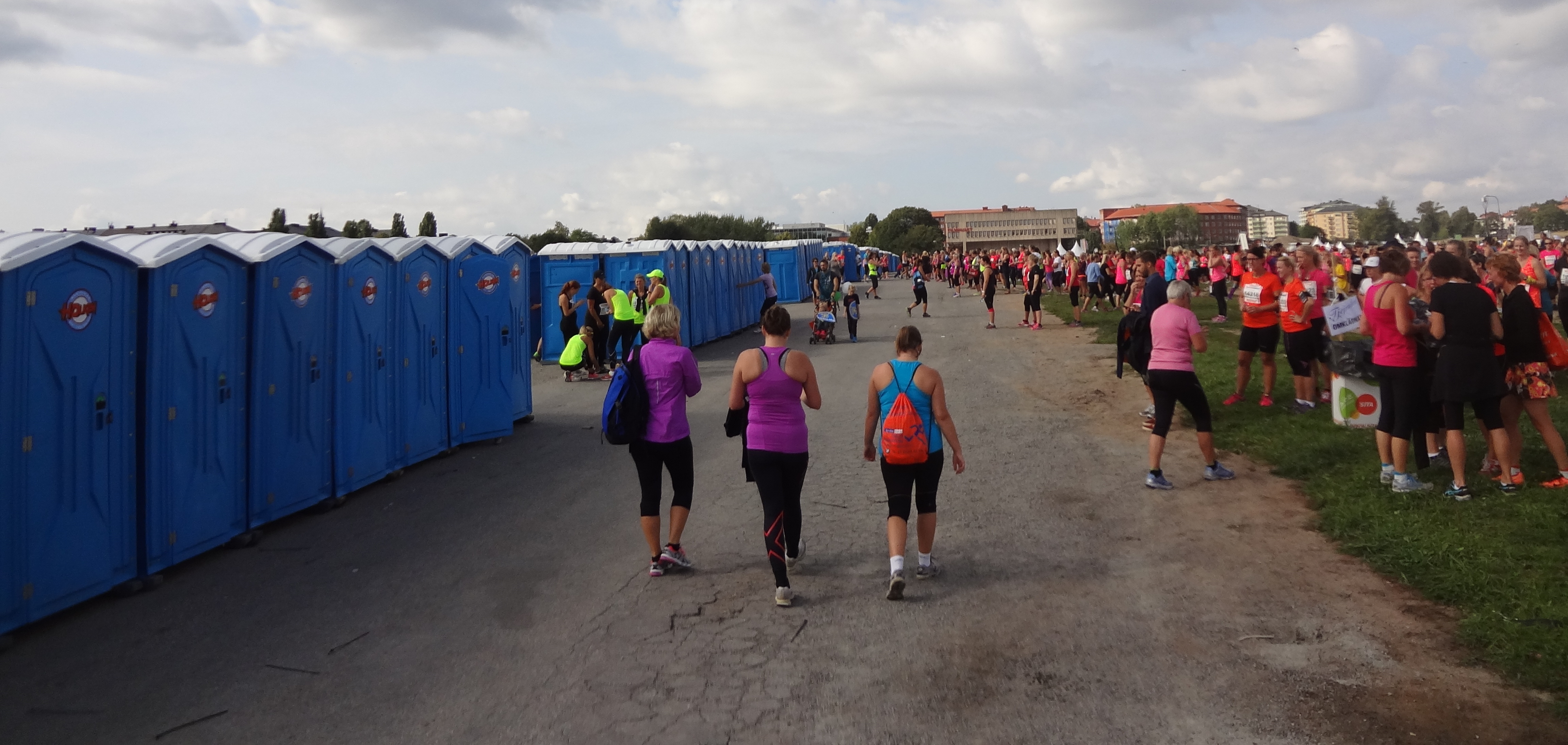
Kö till toaletter på Gärdet före start.
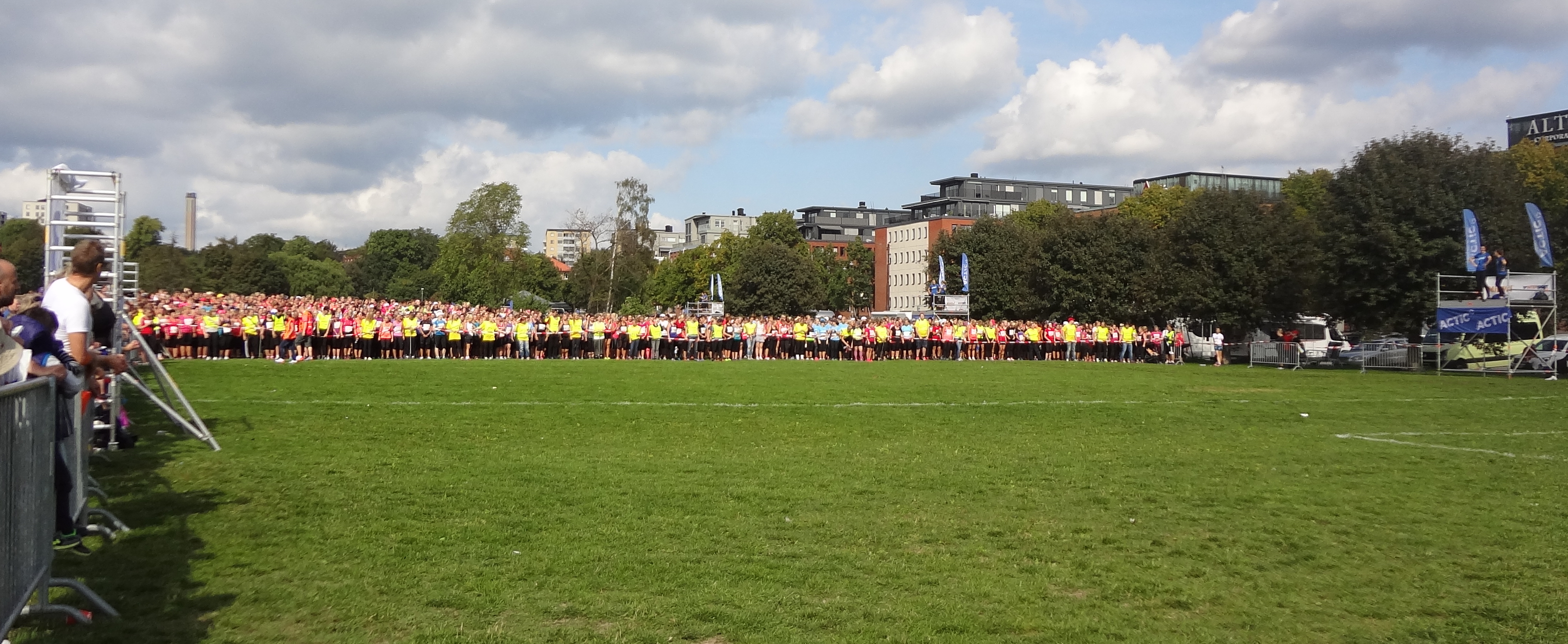
Uppvärmning i startfållor.
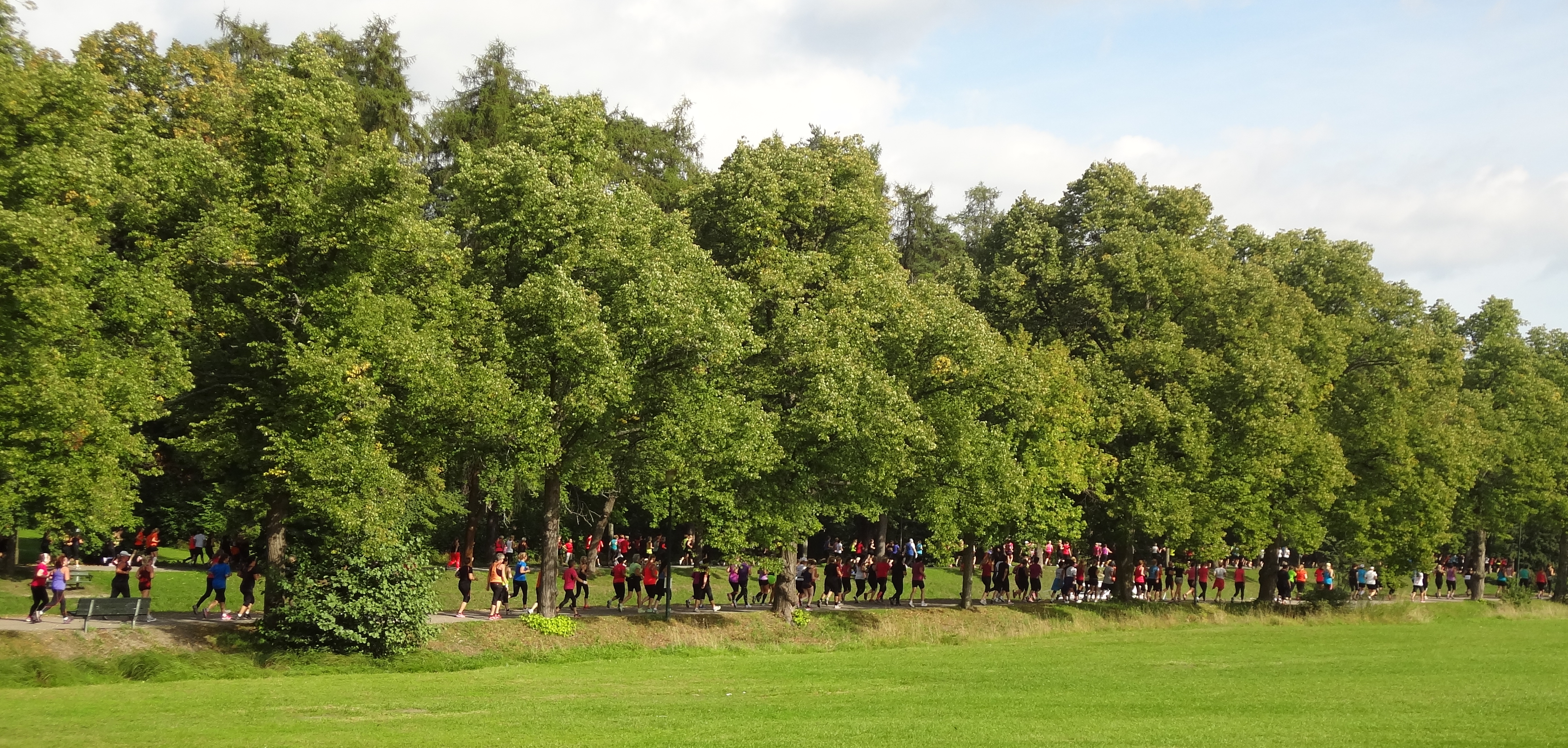
Löpning på båda sidor om Djurgårdsbrunnskanalen.
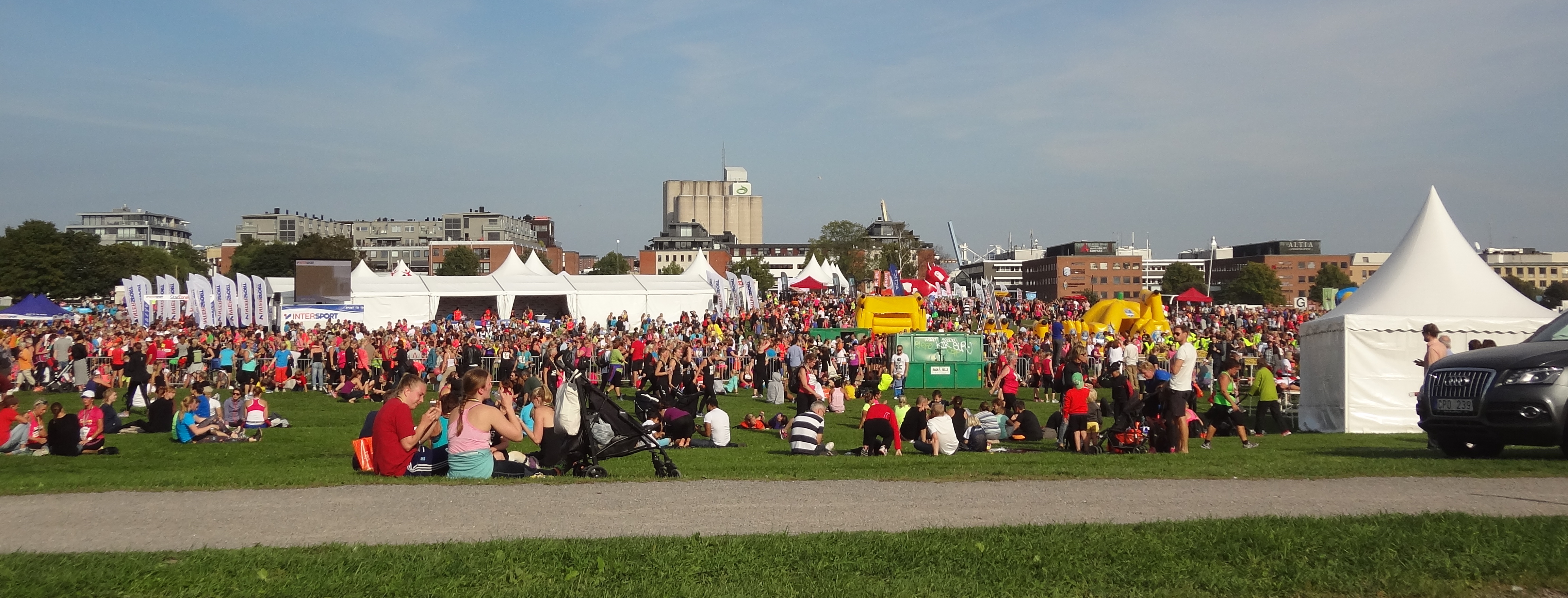
Tävlingsområdet efter målgång.

### Fotnoter
1. ↑  "Så startade Tjejmilen" Arkiverad 13 september 2014 hämtat från the Wayback Machine. Tjejmilen.se. 5 oktober 2010. Läst 6 augusti 2012.
2. ↑  ”Premiär: Tjejmilen en del av Finnkampen”. friidrott.se. 17 augusti 2021. Arkiverad från originalet den 4 september 2021. https://web.archive.org/web/20210904160843/https://www.friidrott.se/Nyheter/allmannanyheter/2021/Augusti/premiartjejmilenendelavfinnkampen. Läst 4 september 2021.
3. ↑  ”Norska snabbast på Tjejmilen”. Svenska Dagbladet. 1 september 2012. http://www.svd.se/sport/norska-snabbast-pa-tjejmilen_7466226.svd. Läst 27 september 2012.
4. ↑  ”Isabellah Andersson vann Tjejmilen igen”. Runnersworld. 7 september 2013. http://www.runnersworld.se/artiklar/isabellah-andersson-vann-tjejmilen-igen.htm. Läst 6 september 2014.
5. ↑  ”Bahta överlägsen i Tjejmilen”. SVT Sport. 6 september 2014. http://www.svt.se/sport/friidrott/bahta-overlagsen-i-tjejmilen. Läst 6 september 2014.
6. ↑  Fredrik Östberg (5 september 2015). ”Etiopisk seger i Tjejmilen”. SVT Sport. http://www.svt.se/sport/friidrott/etiopisk-seger-i-tjejmilen. Läst 5 september 2015.
7. ↑  Jonathan Ekeliw (3 september 2016). ”Hon vann Tjejmilen”. Sportbladet. http://www.aftonbladet.se/sportbladet/article23454647.ab. Läst 4 september 2016.
8. ↑  ”Holmgren vann Tjejmilen” (på svenska). Göteborgsposten. 2 september 2017. http://www.gp.se/sport/holmgren-vann-tjejmilen-1.4594459. Läst 13 januari 2018.
9. ↑  ”Kaos vid målgången i årets Tjejmilen” (på svenska). Svenska dagbladet. 1 september 2018. https://www.svd.se/kaos-vid-malgangen-i-arets-tjejmilen. Läst 1 september 2018.
10. ↑  Anna Ims, Maria Nykvist (31 augusti 2019). ”Pangtid när revanschsugna Hanna Lindholm tog hem Tjejmilen” (på svenska). Mitt i Östermalm. Arkiverad från originalet den 14 september 2019. https://web.archive.org/web/20190914110531/https://mitti.se/nyheter/revanschsugna-lindholm-tjejmilen/?omrade=ostermalm. Läst 31 augusti 2019.
11. ↑  Jenny Sunding (10 juni 2020). ”Stockholm Marathon och Tjejmilen 2020 är inställda”. Marathon. https://www.marathon.se/lopningen/tavling/asics-stockholm-marathon-och-tjejmilen-2020-ar-installda-vi-har-gjort-allt-att. Läst 12 november 2020.
12. ↑  ”Meraf Bahta vinner Tjejmilen och Finnkampens 10 000 meter efter spurtduell”. Marathongruppen. 4 september 2021. https://www.mynewsdesk.com/se/stockholm_marathon/pressreleases/meraf-bahta-vinner-tjejmilen-och-finnkampens-10-000-meter-efter-spurtduell-3125967. Läst 4 september 2021.
13. ↑  Anna-Klara Bankel (3 september 2022). ”Carolina Wikström från Uppsala IF vann tjejmilen på 33,51” (på svenska). SVT Nyheter. https://www.svt.se/nyheter/lokalt/stockholm/carolina-wikstrom-fran-uppsala-if-vann-tjejmilen-pa-33-51. Läst 25 februari 2023.
14. ↑  Pia Heick (2 september 2023). ”Sjuåriga Ellinor sprang Lilla Tjejmilen” (på svenska). SVT Stockholm. https://www.svt.se/nyheter/lokalt/stockholm/sjuariga-ellinor-sprang-lilla-tjejmilen. Läst 25 september 2023.
15. ↑  ”Carolina Wikström segrare i den 40:e upplagan av Tjejmilen” (på svenska). My News Desk. 31 augusti 2024. https://www.mynewsdesk.com/se/stockholm_marathon/pressreleases/carolina-wikstroem-segrare-i-den-40-e-upplagan-av-tjejmilen-3339982. Läst 8 september 2024.